# Polydactylus opercularis
Polydactylus opercularis és una espècie de peix pertanyent a la família dels polinèmids. present al Pacífic oriental: des del port de Los Angeles (Califòrnia, Estats Units) fins a la província de Paita (Perú). És rar al nord de la Baixa Califòrnia (Mèxic).
És un peix marí, demersal i de clima subtropical (34°N-7°S, 118°W-77°W) que viu fins als 46 m de fondària en aigües costaneres i estuaris de fons sorrencs i fangosos, i, també, en platges de sorra.
A Mèxic és depredat per Cynoscion nannus.
Les seues principals amenaces són la destrucció dels manglars, la contaminació de l'aigua i el desenvolupament dels estuaris.
És inofensiu per als humans i apreciat com a aliment al Pacífic oriental de clima tropical.

## Morfologia
- Pot arribar a fer 50 cm de llargària màxima (normalment, en fa 25).
- Cos i aletes de color groc, sense ratlles ni taques.
- 9 espines i 11-13 radis tous a l'aleta dorsal i 3 espines i 12-14 radis tous a l'anal.
- Maxil·lar cobert de petites escates.
- 9 filaments pectorals.
- Línia lateral sense ramificar, la qual s'estén fins a l'extrem superior del lòbul de l'aleta caudal.
- Absència de bufeta natatòria.[6][19][20]